# Solanum glaucophyllum
Solanum glaucophyllum är en potatisväxtart som beskrevs av René Louiche Desfontaines. Solanum glaucophyllum ingår i släktet skattor som ingår i familjen potatisväxter. Inga underarter finns listade i Catalogue of Life.

## Bildgalleri

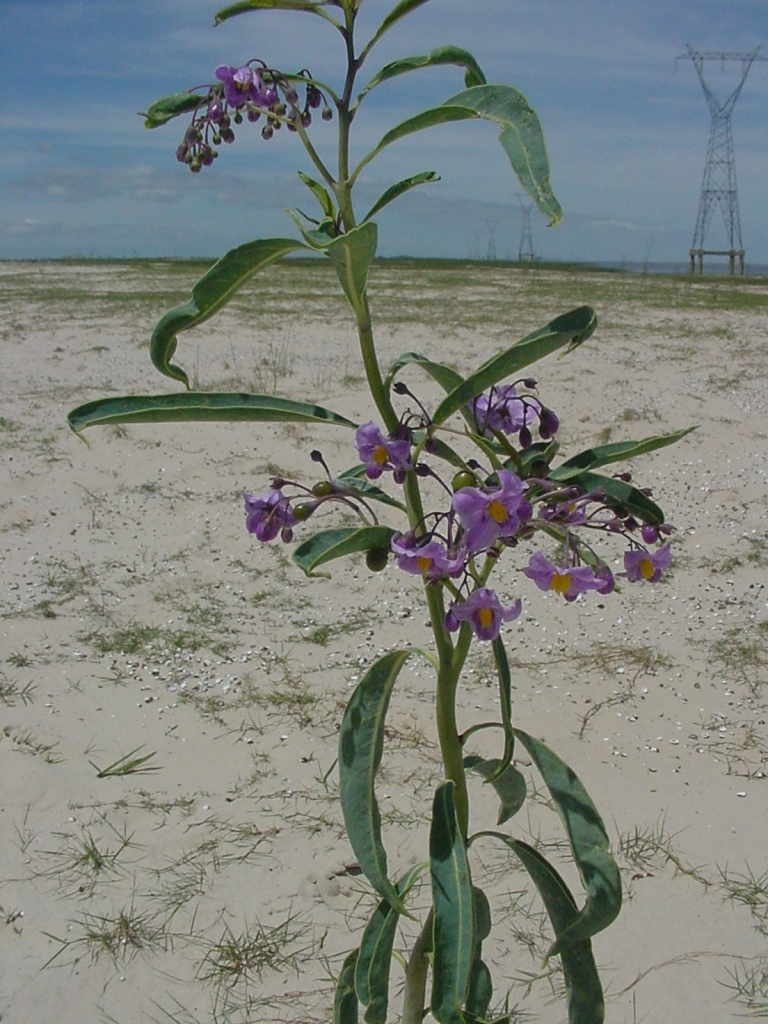